# Associazione Calcio Forlì 2005-2006
Questa pagina raccoglie le informazioni riguardanti l'Associazione Calcio Forlì nelle competizioni ufficiali della stagione 2005-2006.

## Stagione
La stagione 2005-2006 è la peggiore della storia del Forlì in 87 anni di storia. La squadra biancorossa disputa il girone B del campionato di Serie C2, si piazza all'ultimo posto con 27 punti e retrocede nei dilettanti. In agosto partecipa alla Coppa Italia Nazionale, ma i galletti vengono superati nel primo turno dal Livorno. A ottobre partecipano alla Coppa Italia di Serie C, nel secondo turno sono estromessi dal Bellaria. A metà campionato con il Forlì a 18 punti, in piena zona retrocessione, e con l'intera rosa senza stipendi, il capitano Alberto Calderoni denuncia la situazione in conferenza stampa. Il giorno dopo viene convocato in sede e nasce un grave diverbio con i fratelli Oliveti, alla presenza del tecnico Cotroneo. La giustizia ordinaria e quella sportiva faranno poi giustizia. L'episodio segna una stagione nerissima, al termine della quale, la società Associazione Calcio Forlì viene cancellata. Non essendo più nei professionisti, il Forlì non può sperare di essere riammesso in nessuna categoria. Quando si capisce che la situazione è irrecuperabile, Luciano Linari, per anni dirigente biancorosso, con l'Assessore allo Sport Giovanni Bucci avviano trattive per far ripartire il calcio forlivese, ma l'unica strada percorribile è quella individuata dal Club Forza Forlì con Alberto Calderoni, che fondano il Nuovo Forlì 1919, iscrivendolo al campionato di Terza Categoria di Ravenna per la stagione 2006-2007.

## Rosa
| N. |                   | Ruolo | Calciatore             |
| -- | ----------------- | ----- | ---------------------- |
|    | Italia (bandiera) | C     | Vito Michele Antonelli |
|    | Italia (bandiera) | P     | Marco Ballestri        |
|    | Italia (bandiera) | C     | Stefano Botteghi       |
|    | Italia (bandiera) | D     | Marco Briganti         |
|    | Italia (bandiera) | D     | Alberto Calderoni      |
|    | Italia (bandiera) | C     | Marco Campese          |
|    | Italia (bandiera) | D     | Claudio Cola           |
|    | Italia (bandiera) | D     | Stefano Conficconi     |
|    | Italia (bandiera) | D     | Alessandro Cornali     |
|    | Italia (bandiera) | P     | Filippo Di Leo         |
|    | Italia (bandiera) | A     | Carmine Esposito       |
|    | Italia (bandiera) | C     | Andrea Farabegoli      |
|    | Italia (bandiera) | D     | Lorenzo Fiale          |
|    | Italia (bandiera) | C     | Luca Giunchi           |
|    | Italia (bandiera) | C     | Christian Lantignotti  |

| N. |                   | Ruolo | Calciatore          |
| -- | ----------------- | ----- | ------------------- |
|    | Italia (bandiera) | A     | Cristiano Luconi    |
|    | Italia (bandiera) | D     | Marco Morbiducci    |
|    | Italia (bandiera) | C     | Daniele Mordini     |
|    | Italia (bandiera) | C     | Patrick Passalacqua |
|    | Italia (bandiera) | C     | Davide Poletti      |
|    | Italia (bandiera) | C     | Federico Ranieri    |
|    | Italia (bandiera) | D     | Luca Romano         |
|    | Italia (bandiera) | C     | Matteo Rossi        |
|    | Italia (bandiera) | P     | Saul Santarelli     |
|    | Italia (bandiera) | A     | Mattia Sebastiani   |
|    | Italia (bandiera) | C     | Yuri Seghi          |
|    | Italia (bandiera) | C     | Paolo Tarini        |
|    | Italia (bandiera) | A     | Luca Valle          |
|    | Italia (bandiera) | D     | Simone Venturi      |
|    | Italia (bandiera) | A     | Luca Zattini        |

## Risultati

### Serie C2

#### Girone di andata
| Arbitro: | Ferrandini (Sondrio) |

|               |           |                                   |
| Poletti 90+1’ | Marcatori | 47’ Iacona 68’ Cossu 73’ D. Falco |

| Arbitro: | Manera (Castelfranco Veneto) |

|             |           |  |
| Tarpani 28’ | Marcatori |  |

| Arbitro: | Giancola (Vasto) |

|            |           |                |
| Luconi 75’ | Marcatori | 40’ Piacentino |

| Reggio Emilia 18 settembre 2005 4ª giornata | Reggiana         | 0 – 0 | Forlì | Stadio Giglio\| Arbitro: \| Zanchin (Biella) \| |
| Arbitro:                                    | Zanchin (Biella) |       |       |                                                 |

| Montevarchi 25 settembre 2005 5ª giornata | Montevarchi           | 0 – 0 | Forlì | Stadio Gastone Brilli Peri\| Arbitro: \| Di Francesco (Teramo) \| |
| Arbitro:                                  | Di Francesco (Teramo) |       |       |                                                                   |

| Arbitro: | Burdin (Cormons) |

|            |           |             |
| Poletti 4’ | Marcatori | 83’ Maschio |

| Arbitro: | Chiocchi (Foligno) |

|                                    |           |  |
| De Crescenzo 50’ Chiopris Gori 86’ | Marcatori |  |

| Arbitro: | Buonocore (Nichelino) |

|  |           |            |
|  | Marcatori | 34’ Milana |

| Arbitro: | Zega (Fermo) |

|                                |           |                          |
| Botteghi 6’ (rig.) Mordini 30’ | Marcatori | 9’ T. D'Amico 18’ Aquino |

| Arbitro: | Corletto (Castelfranco Veneto) |

|                                              |           |                                   |
| Dalrio 38’ (rig.), 77’ (rig.) Puggioli 90+4’ | Marcatori | 3’ Poletti 22’ M. Rossi 44’ Valle |

| Forlì 6 novembre 2005 11ª giornata | Forlì              | 0 – 0 | Castelnuovo | Stadio Tullo Morgagni\| Arbitro: \| Spadaccini (Vasto) \| |
| Arbitro:                           | Spadaccini (Vasto) |       |             |                                                           |

| Santa Croce sull'Arno 13 novembre 2005 12ª giornata | CuoioCappiano         | 0 – 0 | Forlì | Stadio Libero Masini\| Arbitro: \| Di Francesco (Teramo) \| |
| Arbitro:                                            | Di Francesco (Teramo) |       |       |                                                             |

| Arbitro: | Petroselli (Viterbo) |

|               |           |  |
| Calderoni 40’ | Marcatori |  |

| Arbitro: | Ferraioli (Nocera Inferiore) |

|  |           |                       |
|  | Marcatori | 30’ Poletti 54’ Valle |

| Arbitro: | De Toni (Schio) |

|  |           |           |
|  | Marcatori | 53’ Mussi |

| Arbitro: | Fugante (Macerata) |

|              |           |             |
| P. Rossi 25’ | Marcatori | 32’ Zattini |

| Arbitro: | Benedetti (Vicenza) |

|                                 |           |                |
| Valle 12’ Giacometti 84’ (aut.) | Marcatori | 78’ De Angelis |

#### Girone di ritorno
| Arbitro: | Bagalini (Fermo) |

|            |           |  |
| Iacona 48’ | Marcatori |  |

| Forlì 15 gennaio 2006 19ª giornata | Forlì           | 0 – 0 | Sansovino | Stadio Tullo Morgagni\| Arbitro: \| Peruzzo (Schio) \| |
| Arbitro:                           | Peruzzo (Schio) |       |           |                                                        |

| Arbitro: | Di Francesco (Teramo) |

|                                          |           |  |
| Turchi 67’, 89’ (rig.) I. Iannuzzi 90+4’ | Marcatori |  |

| Arbitro: | Borracci (San Benedetto del Tronto) |

|  |           |            |
|  | Marcatori | 75’ Carlet |

| Arbitro: | Forconi (Aprilia) |

|  |           |            |
|  | Marcatori | 68’ Storno |

| Arbitro: | Lupo (Matera) |

|                                  |           |                    |
| Pinamonte 31’ (rig.) Massaro 83’ | Marcatori | 88’ (rig.) Zattini |

| Arbitro: | Passeri (Gubbio) |

|                 |           |  |
| Lantignotti 21’ | Marcatori |  |

| Arbitro: | Vivenzi (Brescia) |

|                   |           |             |
| Albano 59’ (rig.) | Marcatori | 19’ Poletti |

| Arbitro: | Manna (Isernia) |

|                                          |           |  |
| Alfano 8’ Schetter 24’ Aquino 55’ (rig.) | Marcatori |  |

| Forlì 19 marzo 2006 27ª giornata | Forlì        | 0 – 0 | Castel San Pietro | Stadio Tullo Morgagni\| Arbitro: \| Meli (Parma) \| |
| Arbitro:                         | Meli (Parma) |       |                   |                                                     |

| Arbitro: | Chiocchi (Foligno) |

|                           |           |  |
| Biggi 26’ Micchi 32’, 82’ | Marcatori |  |

| Arbitro: | Spadaccini (Vasto) |

|  |           |                                 |
|  | Marcatori | 1’, 71’ I. Graziani 56’ Granito |

| Arbitro: | Manera (Castelfranco Veneto) |

|                       |           |                             |
| Masucci 80’ Baldo 87’ | Marcatori | 31’ Giunchi 61’ Lantignotti |

| Arbitro: | Pagano (Torre Annunziata) |

|           |           |              |
| Valle 72’ | Marcatori | 90+2’ Buglio |

| Ancona 23 aprile 2006 32ª giornata | Ancona              | 0 – 0 | Forlì | Stadio del Conero\| Arbitro: \| Italiani (L'Aquila) \| |
| Arbitro:                           | Italiani (L'Aquila) |       |       |                                                        |

| Arbitro: | La Mura (Nocera Inferiore) |

|  |           |                     |
|  | Marcatori | 2’ (rig.) Marchetti |

| Arbitro: | Forconi (Aprilia) |

|                               |           |  |
| Lazzoni 29’, 63’ Fusseini 78’ | Marcatori |  |

### Coppa Italia

#### Preliminari
| Arbitro: | M. Mazzoleni (Bergamo) |

|                                          |           |  |
| C. Lucarelli 16’, 22’ (rig.) Morrone 81’ | Marcatori |  |

### Coppa Italia Serie C

#### Fase ad eliminazione diretta
| Arbitro: | Ruini (Reggio Emilia) |

|                                  |           |            |
| C. Esposito 12’, 59’ Ranieri 50’ | Marcatori | 56’ Pacini |

| Arbitro: | Scoditti (Bologna) |

|                                          |           |  |
| Vitali 24’ Pacini 31’ Marchetti 69’, 89’ | Marcatori |  |